# Limón, Veracruz
Limón är en ort i Mexiko.   Den ligger i kommunen Sochiapa och delstaten Veracruz, i den sydöstra delen av landet, 240 km öster om huvudstaden Mexico City. Limón ligger 1 045 meter över havet och antalet invånare är 285.
Terrängen runt Limón är huvudsakligen kuperad, men den allra närmaste omgivningen är platt. Terrängen runt Limón sluttar österut. Runt Limón är det ganska tätbefolkat, med 139 invånare per kvadratkilometer. Närmaste större samhälle är Huatusco de Chicuellar, 7,4 km väster om Limón. I omgivningarna runt Limón växer i huvudsak städsegrön lövskog.